# Żucie koki
Żucie koki (el acullico, chacchado, akulliku, acuyico (z jęz. quechua akullikuy), chusqua, acusi, pijcho, coquear lub mascar coca) – społeczny, rytualny i medyczny zwyczaj praktykowany w niektórych obszarach Ameryki Południowej, takich jak Boliwia, Peru, Argentyna i Chile oraz na terenach rezerwatów rdzennych mieszkańców Ekwadoru i Kolumbii.
Żucie koki polega na umieszczeniu niewielkiej kulki liści koki w jamie ustnej między policzkiem a szczęką. El acullico wykonuje się w celu zapobiegania chorobie wysokościowej spowodowanej niedoborem tlenu w atmosferze na dużych wysokościach lub zniwelowania jej skutków, bądź w celu złagodzenia zmęczenia, głodu czy niestrawności. Ludzi, którzy praktykują el acullico, nazywa się coqueros, a sama czynność w języku hiszpańskim posiada kilka nazw o znaczeniu podobnym do „żucia liści koki”: acullicar, pijchar, bolear, chacchar i coquear.

## Zastosowanie
Coqueros zazwyczaj zażywają liście koki, dodając niewielkie ilości substancji alkalicznych (o odczynie zasadowym), takich jak soda oczyszczona, wapno, drobinki popiołów spalonych roślin, bądź ich mieszankę zwaną llipta. Taki sposób zażycia liści koki potęguje ich działanie. Wapno, przechowywane w pojemniczku i wyjmowane z niego za pomocą igły, umieszczane jest na kuli liści koki, a następnie przenoszone do jamy ustnej. Popiół roślinny i llipta natomiast mają formę niewielkich słupków jasno- lub ciemnoszarego koloru, których małe kawałki kładzie się na środku wybranych liści przed umieszczeniem w jamie ustnej.

## Historia
W całych Andach pierwsze ślady praktykowania el chacchado datuje się na 8000 lat wstecz. Na naczyniach ceramicznych należących do kultury Moche odnaleziono ślady takich praktyk. W andyjskiej części Peru za dobrą praktykę uważa się wykonanie pukuy (andyjskiej modlitwy) z kintu przed wzięciem liści do ust i wykonaniem el chacchado. Po okresie kolonialnym zwyczaj ten był źle postrzegany, wciąż był jednak podstawą przeżycia rdzennej ludności, która zajmowała się wykonywaniem ciężkich prac fizycznych, takich jak górnictwo czy mita w Cerro Rico de Potosí w Boliwii.

### Kultura współczesna
W wielu miejscach pracy, które wiążą się z dużym wysiłkiem fizycznym, na przykład prowadzenie dalekobieżnych autobusów, budownictwo czy górnictwo, z czasem zaadaptowano nawyk el chacchado. W niektórych zawodach, takich jak górnictwo, kultywowanie tej tradycji sięga co najmniej czasów kolonialnych. Istnieje również grupa nowych zawodów i grup społecznych, w których zaczęto praktykować el chacchado w okresach wzmożonego wysiłku – na przykład studenci podczas sesji egzaminacyjnych lub w pracach, które wymagają długich godzin bez snu.

#### Boliwia
W Boliwii nie sprzeciwiano się spożywaniu koki w jej tradycyjnych formach, takich jak el chacchado i napary lecznicze, było to bowiem uważane za tradycyjną praktykę kulturową przez kolejne rządy w państwie, na przykład w czasie rządów Jaime Paz Zamory.
Objęcie rządów przez Evo Moralesa tylko wzmocniło praktykowanie el chacchado w życiu codziennym części populacji. Zorganizowano również wydarzenia mające na celu ochronę tej praktyki kulturowej, takie jak Narodowy Dzień Acullico, upamiętniający fakt, że 11 stycznia 2013 roku Boliwia podpisała ponowne przystąpienie do Jednolitej konwencji o środkach odurzających z 1961 roku z następującym zastrzeżeniem: Wielonarodowe Państwo Boliwia zastrzega sobie prawo do zezwolenia na swoim terytorium na tradycyjne żucie liści koki; spożywanie i używanie liści koki w stanie naturalnym; do celów kulturalnych i leczniczych.
Włączenie tego zastrzeżenia uznano za triumf w obliczu wcześniej wyrażanych negatywnych opinii. W październiku 2012 roku prezydent Boliwii Evo Morales poprosił aktora i aktywistę Seana Penna o obronę el acullico na forach międzynarodowych.
Przystąpienie Boliwii do Jednolitej Konwencji o Środkach Odurzających z 1961 roku, z zastrzeżeniem opisanym powyżej, sprawia, że tradycyjne sposoby zażywania nie są uważane za łamiące jej postanowienia. Boliwijska konstytucja chroni tradycyjną konsumpcję koki i jej liści w swojej konstytucji, w rozdziale siódmym, odnoszącym się do „Różnorodności biologicznej, koki, obszarów chronionych i zasobów leśnych”. „Sekcja II koka”, w art. 384 stanowi: Konstytucja Boliwii chroni rodzimą i tradycyjną kokę jako dziedzictwo kulturowe, odnawialne zasoby naturalne różnorodności biologicznej Boliwii oraz jako czynnik spójności społecznej. Koka w swoim naturalnym stanie nie jest narkotykiem. Jej rewaloryzacja, produkcja, wprowadzanie do obrotu i uprzemysłowienie podlegają prawu.

#### Argentyna
Na północy Argentyny utrzymuje się tradycja el coqueo pomimo uprzedzeń, z którymi się spotyka, praktyka ta jest oznaką tożsamości i powszechną praktyką społeczną.
Spożycie liści koki w postaci el acullico nie jest uważane za zażywanie narkotyków i jest opisane w ustawie 23737 z 1989 roku, w art. 15: Posiadanie i spożywanie liści koki w stanie naturalnym, przeznaczonych do praktyki el coqueo lub żucia, lub ich stosowanie jako naparu, nie będzie uważane za posiadanie lub spożywanie środków odurzających.